# Mapa Palatinatus Posnaniensis

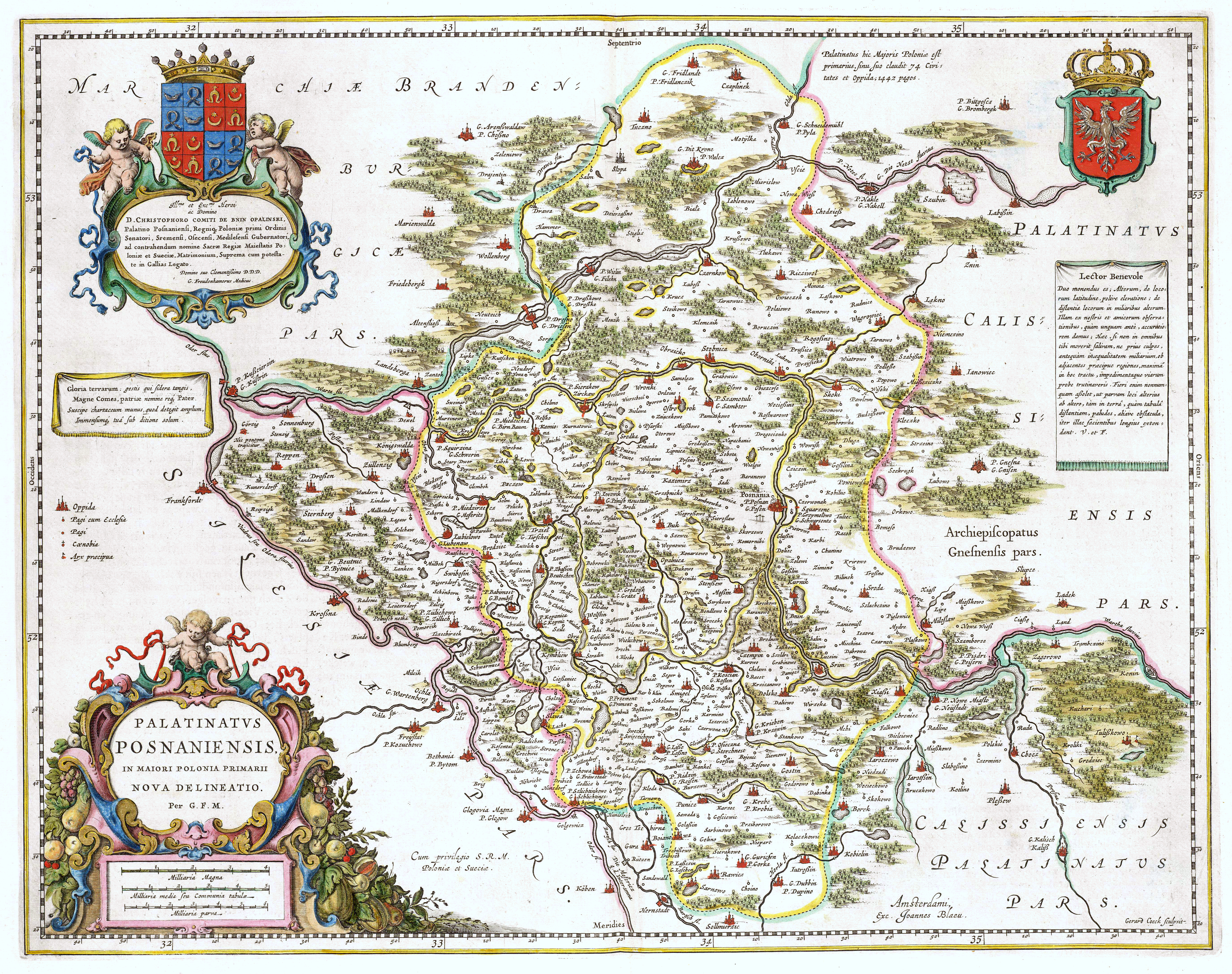
Mapa Palatinatus Posnaniensis

Mapa Palatinatus Posnaniensis (pełna nazwa: Palatinatus Posnanensis In Maiori Polonia Primarii Nova Delineatio) – pierwsza w historii szczegółowa mapa województwa poznańskiego.
Mapa autorstwa Jerzego Freudenhammera została wydana w 1645 w niderlandzkiej oficynie Joana Blaeua. Do drugiej połowy XVIII wieku była jedyną szczegółową prezentacją kartograficzną Wielkopolski. Miała skalę 1:460.000 i wykonana została w technice miedziorytu. Doczekała się wielu wydań i rękopiśmiennych przeróbek, nawet do większych skal i jeszcze w połowie XVIII wieku korzystały z niej wojska pruskie. Kolejne wydania wpływały na zmniejszenie wartości i szczegółowości mapy.